# Berducedo

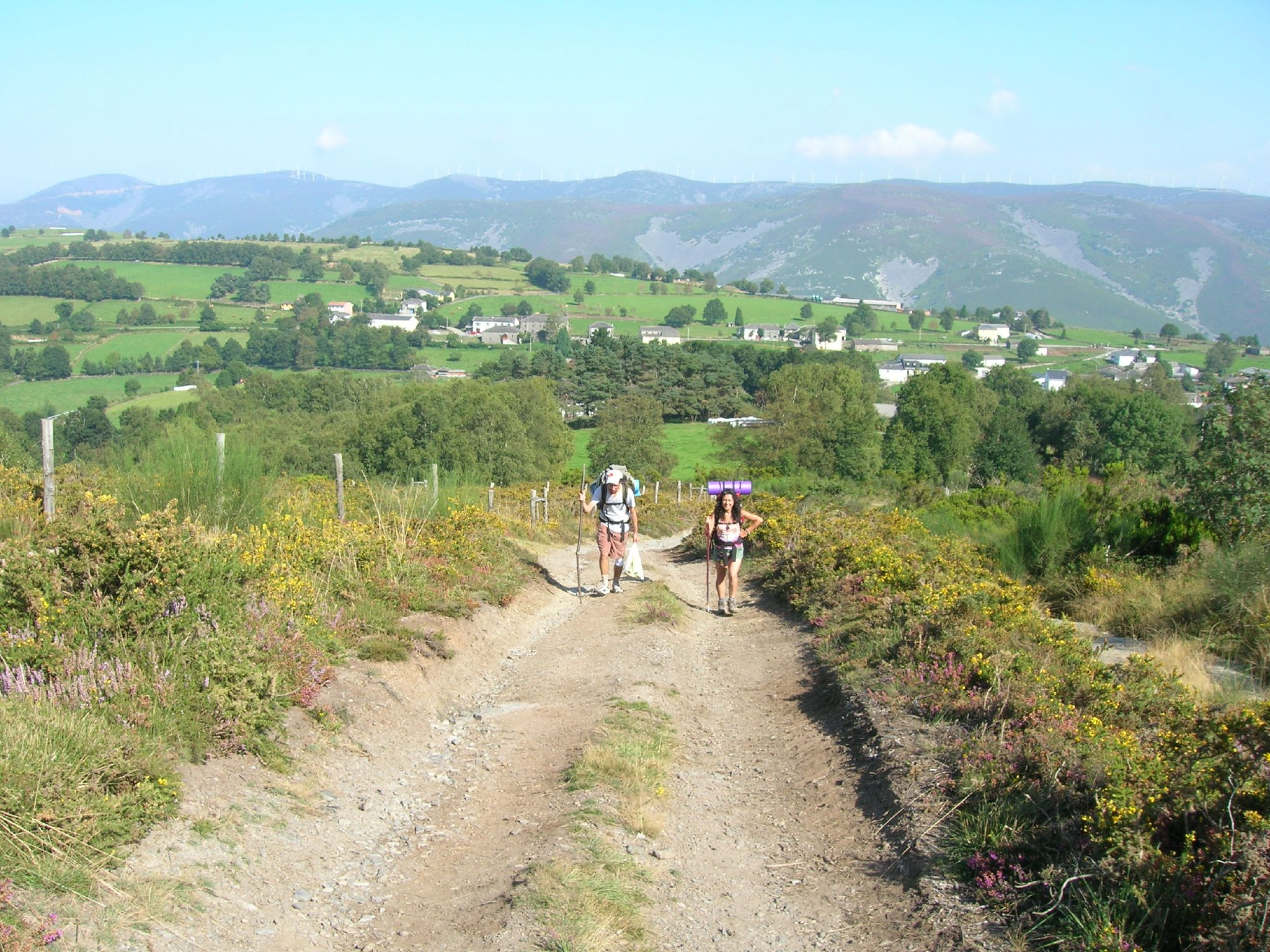
Der Camino Primitivo, im Hintergrund Berducedo

Berducedo ist eines von 17 Parroquias in der Gemeinde Allande der autonomen Region Asturien in Spanien. Zugehörige Dörfer und Weiler sind Baldedo, Las Cabañas, Castello, El Castro, Corondeño, La Figuerina, La Grandera, Teijedo, Trapa, Trellopico sowie das namensgebende Berducedo.
Von Allande aus ist der Ort über die AS-14 erreichbar.
Nächste Flugplätze sind: Rozas (LERO) - Oviedo (LEAS) - La Morgal (LEMR).

## Klima
Milde Sommer wechseln mit milden, selten strengen Wintern. In den Hochlagen sind auch strenge Winter möglich.

## Sehenswürdigkeiten
- Pfarrkirche aus dem XII. Jahrhundert in Berducedo
- Landschaft um Berducedo mit tiefen Tälern und alpinen Regionen